# Ray Pohlman
Merlyn Ray Pohlman (Baker Township, 22 juli 1930 – 1 november 1990) was Amerikaans sessiemuzikant/arrangeur die basgitaar, contrabas alsook gitaar speelde. 
Hij wordt gezien als eerste muzikant die met een elektrische bas (Fender Precision Bass) muziek in de studio opnam (Los Angeles, 1955).
Daarnaast was hij componist en arrangeur.
Pohlman bezette in 1954 de bijzondere functie Musical Director for Hollywood International Talents. In deze hoedanigheid produceerde hij platen voor een van de eerste inter-raciale rock-'n-roll-groepen, Los Nomadas. ("The Nomads"). Hun 1954 "She's My Babe" single was de eerste Top-40 R&B hit ooit voor een Mexicaanse rockband. 
Hij was mentor van Bill Aken, de lead gitarist van Los Nomadas die later veel zou opnemen als Zane Ashton.
Ray Pohlman maakte als bassist in de vroege jaren 60 deel uit van de leden van het eerste uur van de studio muzikantengroep The Wrecking Crew. Als first-call studiomuzikant van dit collectief werkte hij met producers als Phil Spector en Brian Wilson aan talloze opnamen voor artiesten als The Beach Boys, Jan & Dean en David Crosby.
In de jaren zestig en zeventig werkte  hij 'musical director' en dirigent van diverse huisbands van populaire Amerikaanse tv-shows.
Kort voor zijn overlijden in 1990 trad hij aan hij als ritmegitarist bij Frankie Capps jazzband Juggernaut.
Pohlman overleed, 60 jaar oud, aan hartfalen. Met zijn vrouw Barbara had hij twee kinderen.

## Samenwerking Pohlman - andere artiesten
(Ontleend aan AllMusic.)
| - Richie Allen - Ann-Margret - The Association - Chet Baker - The Beach Boys - Pat Boone - Tim Buckley - Glen Campbell - Leonard Cohen - Sam Cooke | - Doris Day - Dion - Duane Eddy - The Everly Brothers - The 5th Dimension - The Four Preps - Merle Haggard - Emmylou Harris - Lee Hazlewood - The Hondells | - Jan & Dean - Gary Lewis & the Playboys - Donna Loren - The Marketts - Bette Midler - The Monkees - Mystic Moods Orchestra - Ricky Nelson - Willie Nelson - Laura Nyro | - Fess Parker - Paul Revere & the Raiders - The Rip Chords - The Ronettes - Del Shannon - T.G. Sheppard - Mel Tormé - The Turtles - Ian Whitcomb |

## Geselecteerde discografie

### Als 'sideman'
| The Beach Boys - Fun Fun Fun - Help Me, Ronda - Dance Dance Dance - I Know There's An Answer - I Just Wasn't Made For These Times - Here Today - Please Let Me Wonder - God Only Knows - Good Vibrations - Waiting For The Day Sam Cooke - Bring It On Home To Me - Good Times - Having a Party The Ronettes - Be My Baby |

- Bibliothèque nationale de France: cb146955962 (data)
- International Standard Name Identifier: 0000 0000 2500 4754
- Library of Congress Control Number: n80097085
- MusicBrainz: 36b5b95f-3830-4b85-8a18-8016044e8254
- Virtual International Authority File: 283149106012368490697